# Ketoprofene
Il ketoprofene è un farmaco antinfiammatorio non steroideo (FANS), derivato dell'acido propionico e simile all'ibuprofene, con azione analgesica, antipiretica e di antiaggregazione piastrinica. È usato nel trattamento di artriti reumatoidi e osteoartriti.
La molecola è spesso commercializzata sotto forma di sale di lisina, chimicamente più stabile e più facilmente conservabile nel tempo.

## Storia e commercializzazione
La molecola fu ottenuta per sintesi in Francia nei laboratori di Rhône-Poulenc nel 1967, tre anni dopo l'ibuprofene.
Il primo rapporto sull'impiego terapeutico del ketoprofene risale al 1972.
Nel 1973 il ketoprofene cominciò a essere utilizzato in Francia e nel Regno Unito come antinfiammatorio. 
Oggi il farmaco è disponibile in circa 80 paesi
In Italia viene commercializzato come Ketodol, Fastum Gel, Lasonil, Orudis e Oki ed è disponibile come medicinale equivalente.

## Farmacodinamica
Ketoprofene agisce attraverso l'inibizione della sintesi delle prostaglandine. L'inibizione avviene attraverso il blocco reversibile dell'enzima prostaglandina-endoperossido sintasi, noto anche come cicloossigenasi: viene così impedita la produzione di mediatori dell'infiammazione (e del dolore) come le prostacicline e le prostaglandine. Il farmaco sarebbe anche dotato di attività di stabilizzazione della membrana lisosomiale.

## Farmacocinetica
Dopo somministrazione orale, il farmaco è rapidamente e ampiamente assorbito dal tratto gastrointestinale. La concentrazione plasmatica massima (Cmax) è raggiunta entro un'ora dalla somministrazione. Quand'è somministrato per via intramuscolare i picchi plasmatici sono raggiunti entro 30 minuti.
A livello del liquido sinoviale le concentrazioni raggiunte sono inferiori a quelle ematiche, ma tendono a persistere più a lungo, con benefici effetti sui dolori articolari. A questo livello si ha un effetto cumulativo delle dosi somministrate.
Il legame con le proteine plasmatiche è variabile fra il 95% e il 99%.
Ketoprofene attraversa con facilità la barriera ematoencefalica già entro 15 minuti dalla somministrazione del farmaco per via intramuscolare. 
La molecola è ampiamente metabolizzata ed eliminata in prevalenza per via urinaria, per oltre la metà sotto forma di metaboliti, e in misura minima tramite le feci (1% circa).

## Usi clinici
Il farmaco trova indicazione nei soggetti affetti da artrite reumatoide, spondilite anchilosante, osteoartrosi e gotta acuta.
È inoltre utilizzato per il controllo del dolore in caso di borsiti, tendiniti, sinoviti, contusioni, distorsioni, lussazioni e distrazioni muscolari.
Cerotti medicati per uso topico, contenenti il principio attivo ketoprofene, sono utilizzati per il trattamento del dolore muscolo-scheletrico, dell'indolenzimento, delle artralgie e del comune mal di schiena.
Ketoprofene è controindicato nei soggetti con ipersensibilità nota verso il principio attivo oppure uno qualsiasi degli eccipienti della formulazione farmaceutica. È inoltre controindicato in soggetti affetti da insufficienza cardiaca grave, ulcera peptica in atto o storia clinica di emorragia gastrointestinale, diatesi emorragica, leucopenia e piastrinopenia e insufficienza epatica e renale grave. Il trattamento con anticoagulanti rappresenta una possibile controindicazione: è possibile che ketoprofene ne potenzi l'attività.

### Effetti collaterali e indesiderati
| Tipi di reazioni                            | Comuni (>1/100, <1/10)                            | Non comuni (>1/1.000, <1/100)                                       | Rare (>1/10.000, <1/1.000)                                   | Molto rare (<1/10.000) | Frequenza non nota |
| ------------------------------------------- | ------------------------------------------------- | ------------------------------------------------------------------- | ------------------------------------------------------------ | ---------------------- | --- |
| Disturbi del sangue e del sistema linfatico |                                                   |                                                                     | - Anemia emorragica                                          |                        | - Agranulocitosi - Trombocitopenia |
| Disturbi del sistema nervoso                |                                                   | - Cefalea - Capogiri - Vertigine - Sonnolenza                       | - Parestesie                                                 |                        | - Convulsioni - Disgeusia |
| Disturbi del sistema immunitario            |                                                   |                                                                     |                                                              |                        | - Reazioni anafilattiche - Shock anafilattico                                                                                          |
| Disturbi psichiatrici                       |                                                   |                                                                     |                                                              |                        | - Alterazioni del tono dell'umore |
| Disturbi cardiaci e vascolari               |                                                   |                                                                     |                                                              |                        | - Insufficienza cardiaca - Ipertensione arteriosa                                                                                      |
| Disturbi dell'udito e apparato vestibolare  |                                                   |                                                                     | - Tinnito                                                    |                        | |
| Disturbi dell'apparato respiratorio         |                                                   |                                                                     | - Asma                                                       |                        | - Broncospasmo - Rinite acuta |
| Disturbi gastrointestinali                  | - Dispepsia - Nausea - Dolore addominale - Vomito | - Stipsi - Diarrea - Gastrite - Meteorismo intestinale - Flatulenza | - Stomatite ulcerativa - Ulcera peptica - Melena - Ematemesi |                        | - Esacerbazione di colite ulcerosa - Esacerbazione di malattia di Crohn - Emorragia gastrointestinale - Perforazione gastrointestinale |

### Interazioni
- Farmaci antinfiammatori non steroidei (FANS) e salicilati: la contemporanea somministrazione con ketoprofene è sconsigliata potendo determinare un aumento del rischio di ulcerazione e sanguinamento gastrointestinale.
- Corticosteroidi: la terapia di associazione può comportare un aumento degli effetti avversi e indesiderati a livello del tratto gastrointestinale.
- Etanolo: l'assunzione contemporanea di ketoprofene e bevande alcoliche incrementa il rischio di emorragia gastrointestinale
- Metotrexato: la co-somministrazione con ketoprofene può aumentare il rischio di tossicità ematologica dell'antagonista della sintesi dell'acido folico, in particolare se quest'ultimo è somministrato ad alti dosaggi (> 15 mg/settimana), verosimilmente per spiazzamento del metotrexato dal legame con le proteine plasmatiche.
- Anticoagulanti (warfarin ed eparina) e antiaggreganti piastrinici (ticlopidina, clopidogrel): ketoprofene come altri FANS può amplificare gli effetti degli anticoagulanti e degli antiaggreganti, con conseguente aumento del rischio di sanguinamento. Il ketoprofene aumenta il tempo di protrombina: in caso di difetti della coagulazione o di trattamento contemporaneo con anticoagulanti orali o farmaci trombolitici, tale effetto può essere accentuato. Se costretto a concomitante somministrazione, il paziente va attentamente monitorato.
- Litio: la terapia di associazione determina un rischio di aumento dei livelli plasmatici di litio, che in alcuni casi può raggiungere livelli tossici per il determinarsi di una ridotta escrezione renale dello stabilizzatore dell'umore. Pertanto le concentrazioni plasmatiche del litio vanno monitorate e il dosaggio adattato sia durante sia dopo la terapia con ketoprofene.
- Diuretici: ketoprofene, così come altri fans, può ridurre l'effetto dei farmaci diuretici e di altre molecole ad azione antiipertensiva. I soggetti anziani, coloro che presentano un iniziale stato di disidratazione e i soggetti in trattamento con diuretici, sono più a rischio di sviluppare insufficienza renale, evento secondario a una riduzione del flusso ematico renale causato dall'inibizione della formazione di prostaglandine operata dai FANS. È quindi indicato provvedere a un'adeguata idratazione prima d'incominciare la terapia in associazione. È inoltre indicato uno stretto monitoraggio della funzione renale sia all'inizio sia in corso del trattamento.

### Gravidanza e allattamento
L'uso del ketoprofene al termine della gravidanza può determinare il ritardo del parto e provocare alterazioni dell'emodinamica del piccolo circolo del nascituro con gravi conseguenze per la respirazione. L'inibizione della sintesi di prostaglandine può alterare la normale evoluzione della gravidanza e/o dello sviluppo embrio/fetale.